# Bouro
Bouro (gesprochen Buro) ist eine Siedlung im Norden des Tschad in der Provinz Tibesti. Bouro liegt in einem Seitental des Enneri Zoumri, dem fruchtbarsten Teil des Tibesti. Die direkten Nachbaroasen sind Ouoïchi (3,5 km nördlich), Ouïdi (4 km nordwestlich) und Doui (Yèntar, 6 km nördlich). Die etwas größere Oase Edimpi liegt 9 km östlich von Bouro.
Mit 1459 m üNN gehört Bouro zu den am höchsten gelegenen Orten im Tibesti. Dennoch herrscht Wüstenklima, es fallen durchschnittlich nur 24 mm Niederschläge im Jahr. Die Jahresdurchschnittstemperatur beträgt 20 °C.